# Four Courts

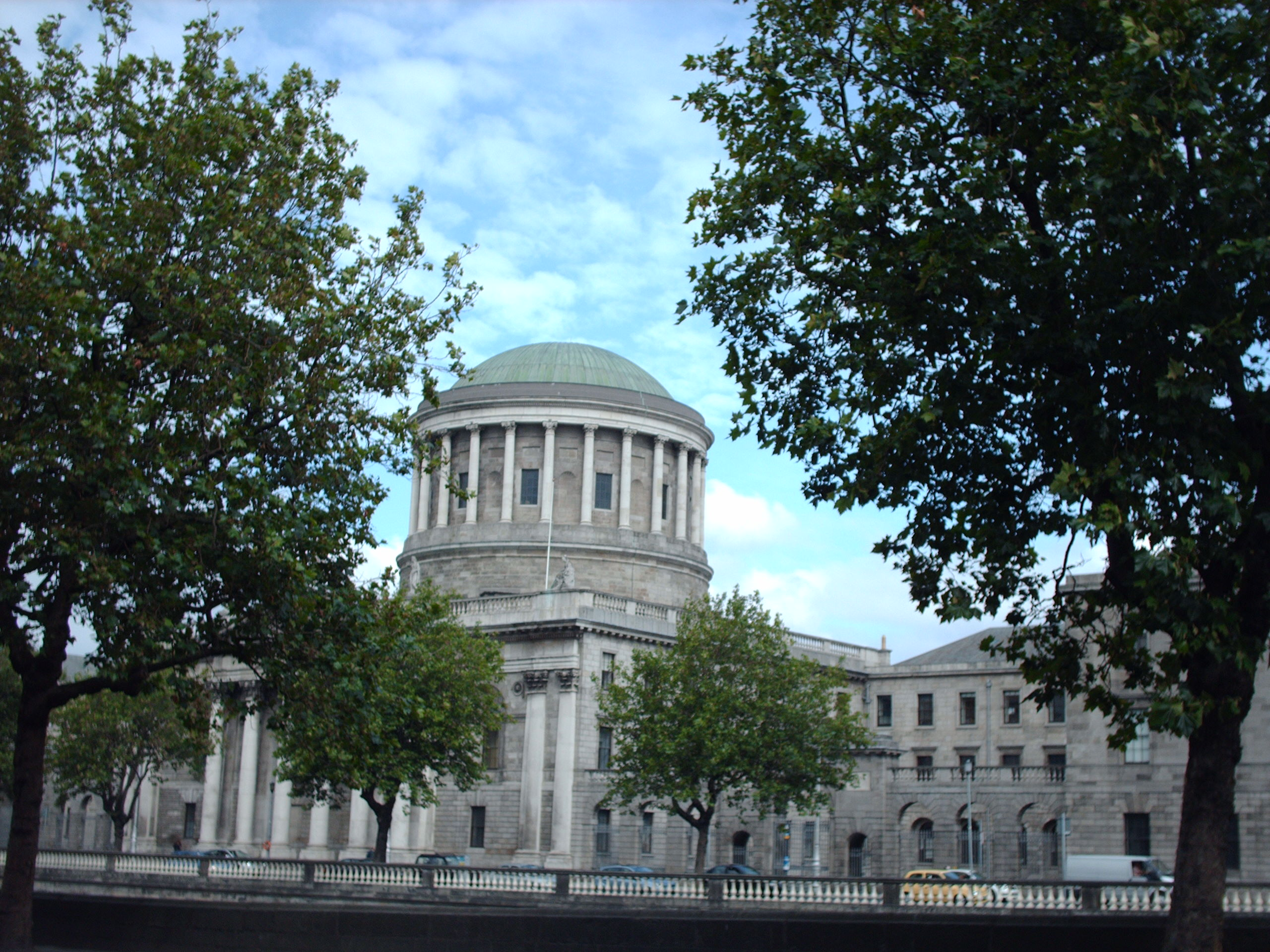
Four Courts

De Four Courts (Iers: Na Ceithre Cúirteanna of Na Ceithre Chúirt) in Dublin is het belangrijkste gerechtsgebouw van Ierland. In dit gebouw zijn zowel het Ierse Supreme Court (An Chúirt Uachtarach) als het High Court (An Ard-Chúirt) gevestigd, en tot januari 2010 ook het Central Ciminal Court en het Dublin Circuit Court (An Chúirt Chuarda).
Het gebouw werd tussen 1796 en 1802 gebouwd onder leiding van de bekende architect James Gandon. De naam Four Courts werd gegeven in de tijd dat zowel het Ierse Court of Chancery als de Kings's Bench, het Ierse financieel gerechtshof (Court of Exchequer) en de Court of Common Pleas hier waren ondergebracht. Aan het eind van de 19e eeuw en in 1924 werd het Ierse rechtssysteem grondig hervormd waardoor de oorspronkelijke gerechtshoven werden vervangen, maar het gebouw hield zijn oorspronkelijke naam.
Tijdens de Paasopstand van 1916 werd Four Courts bezet door het 1e bataljon van Edward Daly. Het gebouw bleef bij een bombardement van de Britse artillerie - waarbij grote delen van het centrum van Dublin werden verwoest - ongeschonden. Op 14 april 1922 werd Four Courts bezet door Republikeinse opstandelingen onder leiding van Rory O'Connor, en dit leidde uiteindelijk tot het uitbreken van de Ierse Burgeroorlog waarbij de hele westvleugel van het gebouw door een explosie werd verwoest en het Nationaal Archief van Ierland dat bijna duizend jaar geschiedschrijving bevatte verloren ging. De beschuldiging dat de opstandelingen zelf een boobytrap hadden geplaatst werd door Seán Lemass ontkend; volgens hem was de grote hoeveelheid munitie die in het betreffende deel van het gebouw lag opgeslagen tijdens het gevecht per ongeluk afgegaan.
Gedurende de daaropvolgende tien jaar werden de Ierse gerechtshoven tijdelijk ondergebracht in Dublin Castle. In 1932 was Four Courts volledig herbouwd en kon het opnieuw worden geopend. Veel van het oorspronkelijke decoratieve interieur was echter verloren gegaan en wegens geldgebrek niet vervangen. Ook is het gebouw wat van zijn oorspronkelijke architecturale eenheid kwijt, doordat twee zijvleugels verder van de rivier zijn herbouwd. Ter nagedachtenis aan de gebeurtenissen van 1922 zijn de kogelgaten in de voorgevel bewust nooit verwijderd.
In januari 2010 werd het nieuwe Criminal Court of Justice van Dublin (Iers: Na Cúirteanna Breithiúnais Coiriúla) geopend. Sindsdien wordt Four Courts alleen nog gebruikt voor civiele procedures.